# Volcán Mentolat
El volcán Mentolat es un estratovolcán formado entre el pleistoceno y el holoceno, pertenece a la cordillera de los Andes. Tiene una caldera de 6 km de ancho cubierta de hielo y una altitud de 1.660 m s. n. m. Se localiza en el parque nacional Isla Magdalena, en la región de Aysén.